# Yves André
Pour les articles homonymes, voir André.
Cet article possède des paronymes, voir Yves-André Hubert et Pierre-Yves André.
Yves André, né le 11 décembre 1959 est un mathématicien français, spécialiste en géométrie arithmétique.

## Biographie
Yves André étudie les mathématiques à l'université Paris 6, la philosophie à l'université Paris 1, et la musique à Schola Cantorum. Après avoir été reçu à l'agrégation en 1981, il reçoit son doctorat de l'université Pierre-et-Marie-Curie en 1984 sous la supervision de Daniel Bertrand, avec la thèse : Structure de Hodge, équations différentielles p-adiques, et indépendance algébrique de périodes d'intégrales abéliennes. Il devient chercheur au CNRS en 1985, puis directeur de recherche en 2000. Il travaille à l'École normale supérieure et à l'Institut de mathématiques de Jussieu – Paris Rive Gauche depuis 2009. 
En 1989, il formule la conjecture d'André-Oort (en).
En 2011,  Yves André reçoit le prix Paul Doistau-Émile Blutet de l'Académie des sciences. En 2015, il est élu à l'Academia Europaea. Il est conférencier au congrès international des mathématiciens de 2018, à Rio de Janeiro.